# Université de Saint-Gall
Pour les articles homonymes, voir Saint-Gall (homonymie) et HSG.
L'Université de Saint-Gall (HSG, en allemand Universität St. Gallen) est une université travaillant dans le domaine de l'économie, du droit et des sciences sociales. Elle est située dans la ville de Saint-Gall, en Suisse. C’est une des universités de gestion les plus prestigieuses au monde. De 2013 à 2022 et en 2024, son master en management est classé numéro 1 au monde par le Financial Times.

## Histoire
Elle est fondée en 1898 en tant qu'école de commerce.

## Cursus universitaires proposés
L'Université de Saint-Gall dispense des formations aux niveaux du bachelor, du master et du doctorat dans les disciplines suivantes :

### Bachelor
À l'issue d'une première année sélective (Assessment Stufe) qui propose un tronc commun basé sur une introduction aux principales matières enseignées par la suite, les étudiants doivent s'orienter vers une filière spécifique.
Il existe 5 bachelors :
- gestion d'entreprise (Betriebswirtschaftslehre - Business Administration) ;
- économie (Volkswirtschaftslehre) ;
- relations internationales et gouvernance (International Affairs & Governance) ;
- droit (Recht) ;
- droit et économie, bachelor bidisciplinaire (Law & Economics).

La première année est enseignée en allemand et, depuis 2013, également en anglais. Les cours de Bachelors à proprement parler peuvent être disponibles en allemand ou en anglais.

### Master
L'Université de Saint-Gall est jumelée à de nombreux autres établissements à travers le monde. Plusieurs doubles diplômes y sont proposés dans les domaines du commerce (réseau avec HEC Paris, l'université Bocconi, ESADE, etc.) et des relations internationales (Sciences Po, Fletcher School).
Il existe à ce jour (2010) 10 programmes de master proposés en allemand ou en anglais :
- Gestion d'entreprise
  - Management de l'information, des médias et des technologies (all)
  - Marketing et management des  services et de la communication (all)
  - Comptabilité et finances (all)
  - Banques et finances (en)
  - Stratégie et management international (en)

- Économie
  - Économie générale (bilingue)
  - Économie quantitative et finance (en)

- Sciences politiques
  - Gouvernance et relations internationales (bilingue)

- Droit
  - Droit (all)

- Droit et économie
  - Droit et économie (all)

### Doctorat
Les doctorats sont initialement offerts dans cinq branches, cependant l'étudiant peut choisir de mettre l'accent sur une spécialisation spécifique au sein de chacune d'entre elles :
- gestion d'entreprise ;
- finance et économie ;
- relations internationales et économie politique ;
- organisations et culture ;
- sciences juridiques.

## St. Gallen Symposium
Depuis 1970, le St. Gallen Symposium, qui se tient chaque année au mois de mai, compte parmi les rendez-vous au cours desquels interviennent des représentants du monde économique et politique mondiale (chefs d'entreprise, ministres, commissaires européens, prix Nobel).

## Campus et culture
Le campus sur le Rosenberg présente la spécificité d'exposer dans ses parties communes (ouvertes à tous) des œuvres de Miró, Arp, Braque, Calder, Soulages ou Giacometti.

## Personnalités liées à l'université

### Professeurs
- Carl Baudenbacher, président de la Cour de justice de l'AELE[réf. nécessaire]
- Julianne Kokott, Avocat général à la Cour de justice des Communautés européennes[réf. nécessaire]
- Ota Šik (†), économiste tchèque, réformateur du Printemps de Prague, social-libéral, penseur de la troisième voie[réf. nécessaire]
- Luzius Wildhaber, ancien président de la Cour européenne des droits de l'homme[réf. nécessaire]
- Jacob Wegelin (1721-1791), historien.
- Hans Christoph Binswanger
- Fredmund Malik
- Wladimir Klitschko (1976-), boxeur ukrainien.

### Étudiants
- Josef Ackermann, PDG de la Deutsche Bank[réf. nécessaire]
- Lorenz d'Autriche-Este, prince de Belgique[réf. nécessaire]
- Mlađan Dinikić, gouverneur de la Banque centrale de Serbie[réf. nécessaire]
- Walter Kielholz, PDG de Swiss Re[réf. nécessaire]
- Kristian Widmer (1967-), producteur de films et de télévision suisse ;
- Prince Hans-Adam II de Liechtenstein, actuel souverain du Liechtenstein[réf. nécessaire]
- Magdalena Martullo-Blocher[3].
- Hans-Rudolf Merz, ancien conseiller fédéral[réf. nécessaire]
- Peter Wuffli, ancien CEO de UBS
- Peter Fankhauser, ancien PDG de Thomas Cook.